# Lothal
Lothal fou una de les ciutats més importants de la civilització de la vall de l'Indus. Els seus orígens daten del 2400 aC i és un dels jaciments arqueològics més rellevants de l'Índia.
Situada a l'estat actual de Gujarat, Lothal va ser descoberta l'any 1954 i la seva excavació es portà a terme entre el 1955 i el 1960 per part de l'ASI (Servei Arqueològic de l'Índia).
Està situada a prop del poblat de Saragwala, que pertany al taluka de Dholka, al districte d'Ahmedabad. Les ciutats més pròximes són Dholka i Bagodara. Les excavacions es reprengueren el 1961, on es van destapar també els canals d'entrada a la dàrsena i els nullah (barrancs o cabdals), que connectaven el moll amb el riu. Les principals troballes són el propi monticle amb el jaciment arqueològic, la ciutadella, la plaça del mercat i el moll. Al costat de les zones excavades hi ha el Museu Arqueològic, on trobem algunes de les col·leccions d'antiguitats més importants que es conserven avui en dia a l'Índia.
La dàrsena de Lothal és la més antiga del món, connectava la ciutat amb el riu Sabarmati, integrat en la ruta comercial entre la ciutat de Harappa i la península de Kathiawar. En l'antiguitat fou un important centre comercial, que traficava amb perles, metalls, pedres precioses i valuosa joieria que arribaven dels racons més allunyats d'Àsia oriental i Àfrica.
Els habitants de Lothal realitzaren les primeres representacions artístiques realistes en l'art i l'escultura, a més de crear algunes de les fàbules més conegudes avui en dia a l'Índia. Se sap que utilitzaren la brúixola amb 8 o 12 divisions de l'horitzó i possiblement van ser pioners en l'estudi de les estrelles i el seu ús en la navegació 2000 anys abans que els grecs. Les seves tècniques metal·lúrgiques s'han utilitzat durant més de 4000 anys.
El 15 d'abril de 2014 les «Restes arqueològiques de la ciutat-port d'Harappa, Lothal» es van inscriure en la Llista Indicativa de l'Índia (titulació prèvia a la declaració de Patrimoni de la Humanitat) en la categoria de bé cultural i la seva socil·licitud està pendent a la llista provisional de la UNESCO (núm.. ref. 5918).

## Arqueologia

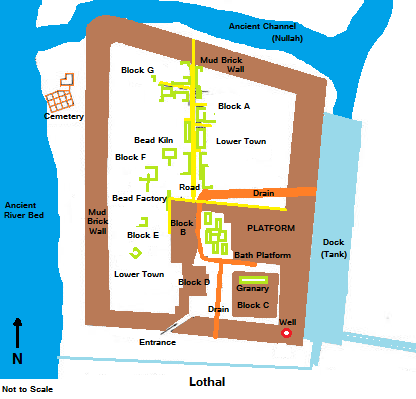
Pla de la disposició de la ciutat de Lothal.

En l'idioma gujarati, Lothal significa ‘turó dels morts'. Els pobles veïns coneixien des de feia molt l'existència d'aquesta antiga ciutat i de les seves restes humanes. El 1850, les embarcacions podien navegar fins al turó, i el 1942 es transportava fusta en embarcacions pels canals que el rodegen. Quan l'Índia es va dividir el 1947, la majoria dels jaciments arqueològics, incloent Mohenjo-Daro i Harappa, passaren a formar part de l'estat de Pakistan. El Servei Arqueològic de l'Índia planificà un nou programa d'exploració i excavació en molts punts de Gujarat. Entre 1954 i 1958, s'excavaren més de 50 jaciments a les penínsules de Kutch i Saurashtra, d'aquesta manera ampliant els límits de la Cultura de la Vall de l'Indus uns 500 km.
S'ha especulat que, a causa de les dimensions relativament petites de la ciutat principal, Lothal no va ser una gran ciutat i que el seu moll potser fos només un gran estanc que utilitzaven per regar. No obstant això, la ASI i altres arqueòlegs contemporanis afirmen que la ciutat estava integrada en una gran ruta comercial de tipus fluvial sustentada pels antics pobles del territori assentats entre Sind i Saurashtra a Gujarat. En els enterraments que s'han trobat d'aquest període s'ha comprovat que aquests pobles probablement eren dravídics, protoaustraloides o mediterranis.
Lothal ha proporcionat la major col·lecció d'antiguitats de l'arqueologia moderna de l'Índia. Es tracta d'un jaciment pertanyent a una sola cultura, la de Harappa. En aquesta zona s'ha descobert també l'existència d'una altra cultura, anterior a la de Harappa, anomenada cultura de la ceràmica vermella.
Després que el nucli central de la civilització a Mohenjodaro i Harappa entressin en decadència, Lothal encara visqué molts anys de prosperitat. Malgrat tot, finalment, les inundacions i les tempestes tropicals van causar una sèrie de danys que van portar a la seva destrucció i abandonament. Alguns estudis topogràfics han trobat indicis que ja cap al període d'abandonament del jaciment, la regió va patir una època de sequera i desertització per la manca de pluges monsòniques.
Lothal va ser construïda sobre un turó situat en una zona de maresmes inundats constantment per les marees. Els estudis topogràfics publicats per científics indis al Diari Oficial de Geofísica de la Unió Índia el 2004 evidencien l'existència d'un antic meandre pròxim a Lothal, d'uns 30 km de llargada. Si comparem els petits canals de 10 a 300 m d'ample que hi havia a la zona amb els existents actualment als trams inferiors (1,2-1,6 km d'amplada), se'ns suggereix que l'aigua de les marees penetrava dins la terra inundant completament la ciutat. Aquest fet provocava que els habitants de Lothal haguessin de recórrer a les parts més altes del riu per aconseguir aigua potable.

## Història
Abans que es poblés la zona de Harappa (c. 2400 a.C.), Lothal era un petit nucli poblacional al costat d'un riu que tenia accés a la part continental del golf de Khambhat. Els pobles indígenes gaudien d'una economia pròspera degut al descobriment d'objectes de coure, perles i pedres semi-precioses, així com articles fets amb materials ceràmics amb superfícies de color vermell. Descobriren una nova tècnica per fornejar la ceràmica, que consistia en el control de l'oxidació-reducció, que millorava molt el resultat. D'aquí que a aquesta cultura se l'anomeni cultura de la ceràmica vermella.
Els habitants de Harappa van anar poblant Lothal atrets pel seu port ben protegit, el cultiu d'arròs i cotó que hi havia a la zona, i la pròspera indústria de fabricació d'ornaments i petites joies, que tenien una gran demanda a les regions de l'oest. Els colons originaris de Harappa adoptaren l'estil de vida dels nadius, això els ajudà a que el seu comerç prosperés. El descobriment de noves tècniques de treball va fer que acabessin fabricant productes de ceràmica indígena amb les seves formes.

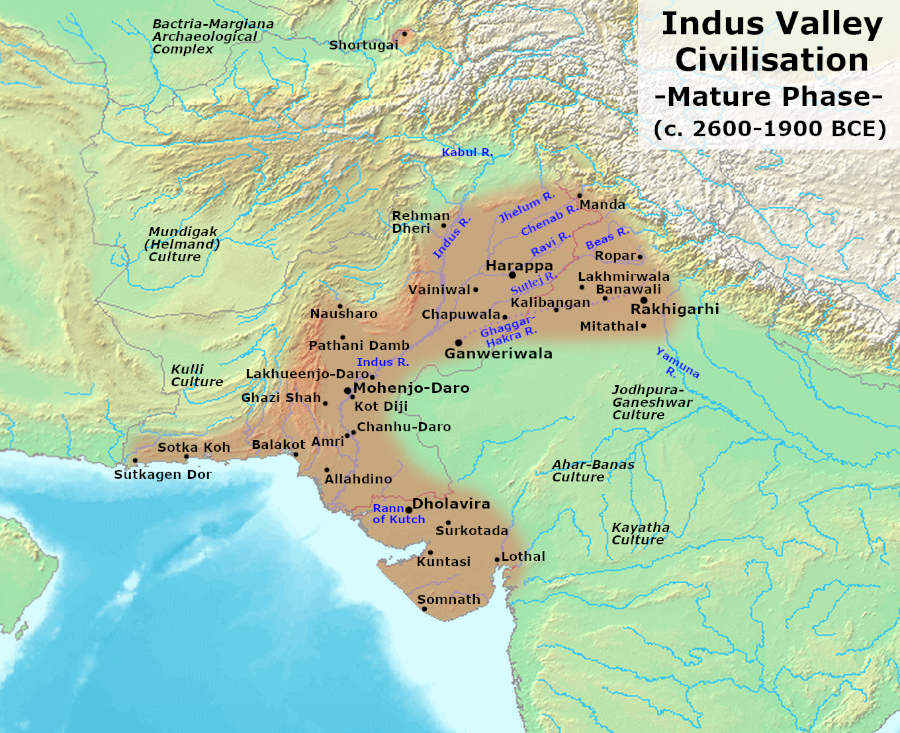
Mapa de les diverses civilitzacions de la Vall de l'Indus (2600 - 1900 aC) a partir de Jane McIntosh (2008).

### Planificació de la ciutat
Cap el 2350 a.C., una devastadora inundació destruí gran part de les aldees i assentaments de la civilització de la ceràmica vermella. Els habitants de la civilització de Harappa i Sind aprofitaren la oportunitat per ampliar els seus assentaments i construir una ciutat segons el model de l'època. A l'hora de planificar la planta de Lothal, aquests van preveure el problema de les inundacions construint els habitatges i demés estances sobre monticles elevats.

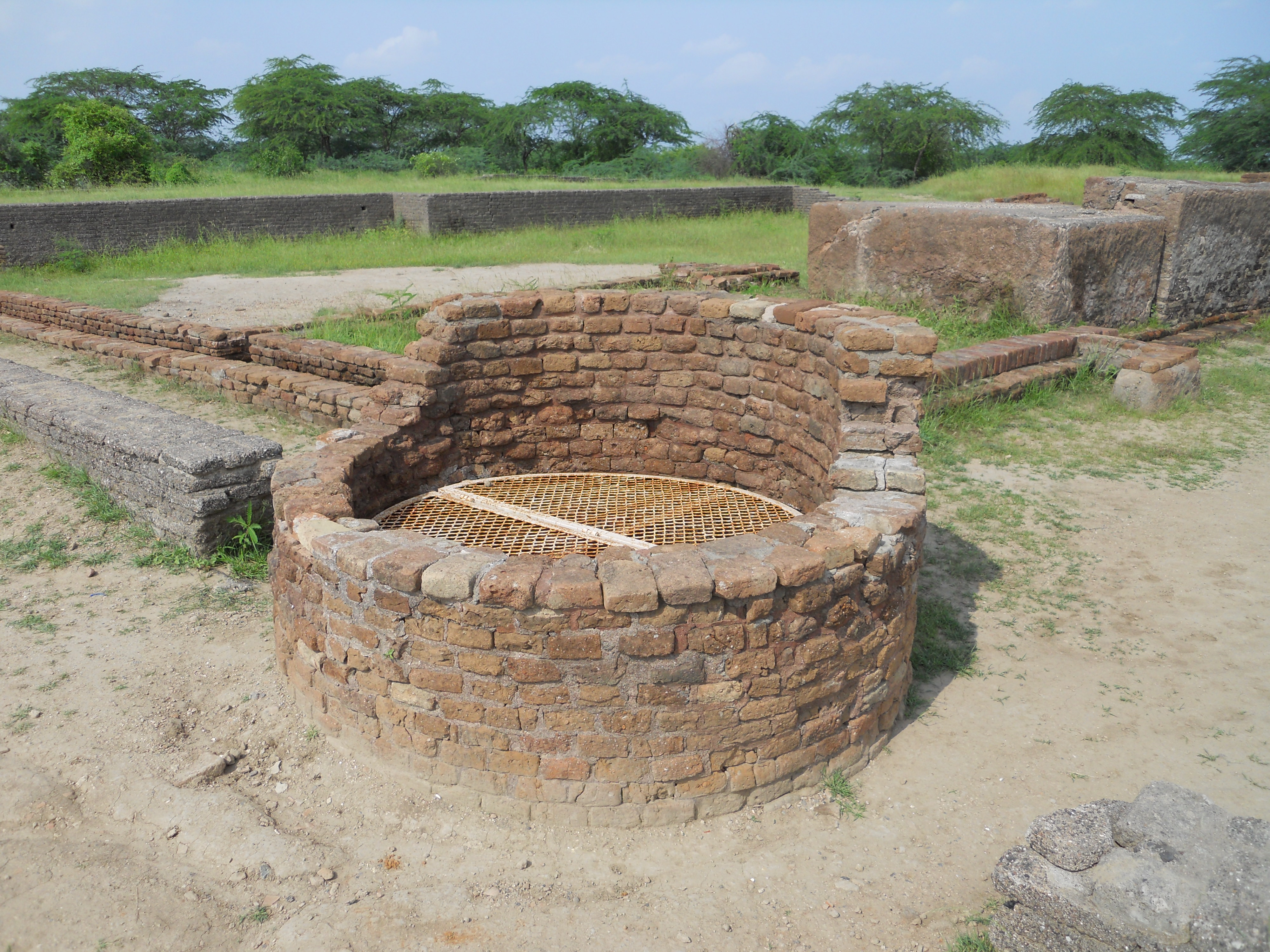
Antic pou amb els canals de drenatge cap a la ciutat.

La ciutat va quedar dividida en dues seccions, cadascuna formada d'una plataforma de maons assecats al sol d'entre 1 i 2 metres d'alçada, i a cadascuna s'hi van construir de 20 a 30 cases amb parets de maó. Alhora, el nucli es va dividir en dues parts: una ciutadella o acròpolis i la ciutat baixa. Els governants de la ciutat vivien a l'acròpolis, que constava de banys pavimentats, clavegueram subterrani, superfície i un pou d'aigua potable. La ciutat baixa se subdividia en dos sectors, situats al nord i al sud del carrer comercial principal, flanquejat per les botigues dels mercaders rics i els artesans. L'àrea residencial s'estenia a banda i banda del mercat. La ciutat baixa va anar ampliant-se periòdicament aprofitant els anys de prosperitat de Lothal.
Els enginyers que dissenyaren Lothal van donar especial prioritat a la construcció d'una drassana i un gran magatzem que facilités el comerç marítim. L'opinió consensuada dels arqueòlegs ha identificat una estructura en particular com una drassana, però també s'ha suggerit que, degut a les dimensions reduïdes, aquesta mena de moll podria ser una bassa de rec amb el seus canals corresponents.

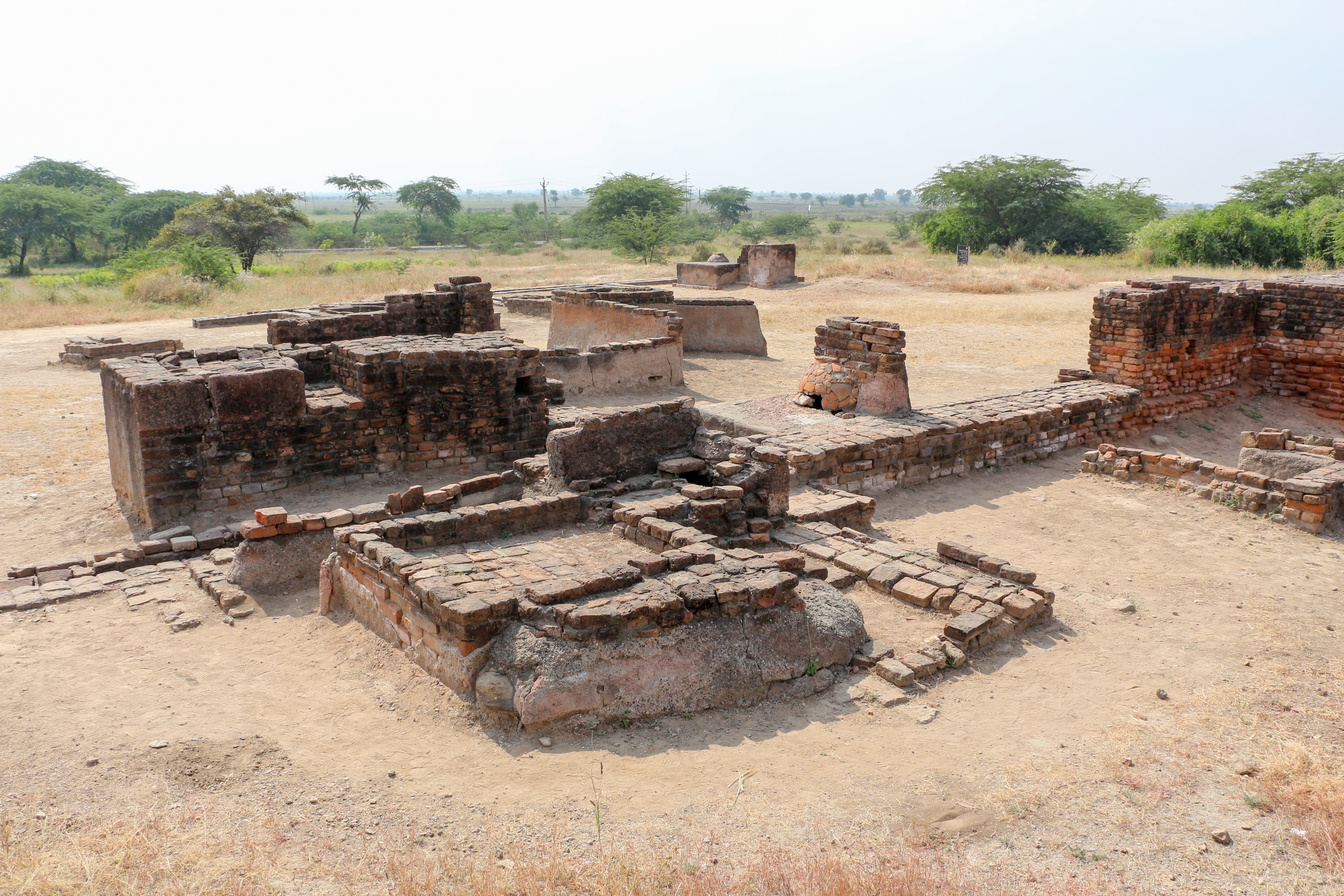
Estructura de bany-lavabo d'una casa particular.

El dic fou construït a la part oriental de la ciutat i és considerat pels arqueòlegs com una gran obra d'enginyeria. Es troba fora del curs principal del riu per evitar la sedimentació, però sempre permetia la navegació de vaixells, fins i tot els dies de marea alta. El magatzem es va construir a prop de l'acròpolis, feia 3,5 m d'alt i es va fer amb maons de fang cuit. La seva proximitat a la ciutadella permetia als governants supervisar simultàniament l'activitat al moll i al magatzem. Per tal de facilitar el moviment de mercaderies, el moll d'adob tenia 220 m. de longitud i es va edificar al costat oest de la drassana, amb una rampa que conduïa al magatzem. Davant del magatzem hi havia un important edifici públic del qual ja no es conserva l'estructura.
Durant tota la seva existència, la ciutat es va haver de preparar constantment per fer front a les inundacions i les tempestes. El moll i els murs perifèrics de la ciutat s'han mantingut i han aguantat el pas del temps sense problemes. La cura que tenien de les tasques de manteniment i reconstrucció de la ciutat els garantia el creixement i la prosperitat del comerç. No obstant això, amb aquest augment de la prosperitat, els habitants de Lothal van anar abandonant aquestes tasques de manteniment dels murs i dels serveis portuaris, possiblement per un excés de confiança en els seus sistemes.

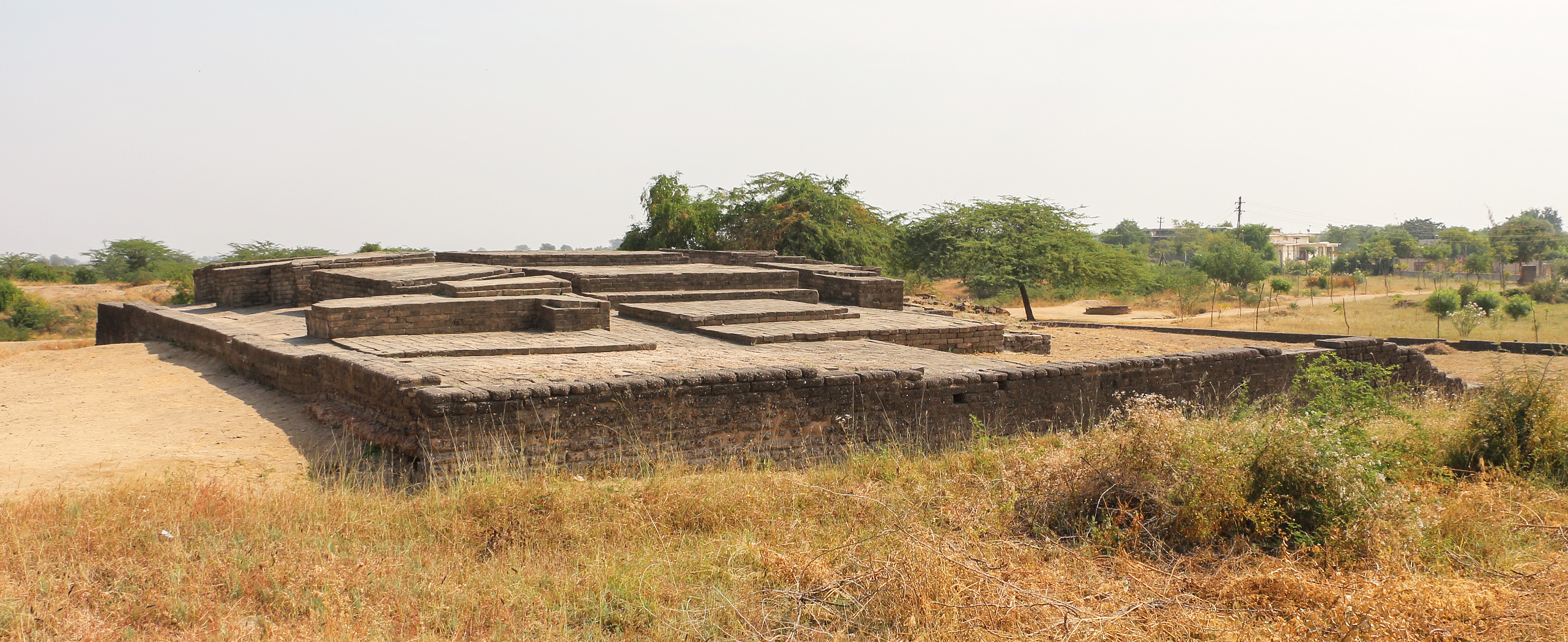
El magatzem de la ciutat de Lothal.

## Civilització
El pobladors de Lothal van fer contribucions significants i fins i tot úniques per al conjunt de la humanitat, aportant notables millores al conjunt de ciutats que formaven la civilització de l'Indus. Així, destaquem els avenços relatius a planificació de ciutats, art, arquitectura, ciència, enginyeria, producció ceràmica i religió. D'altra banda, els seus treballs en metal·lúrgia, glíptica, granadura i joiera es pensa que foren la base per a la seva prosperitat econòmica.

### Ciència i enginyeria

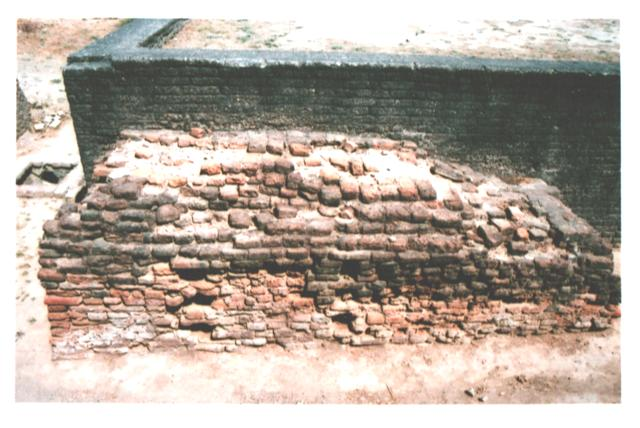
Un bloc de maons situat al canal principal de drenatge amb quatre obertures, des del qual s'hauria instal·lat la xarxa per filtrar els residus sòlids.

S'han trobat una sèrie d'objectes de forma similar a la d'un anell amb quarte escletxes o marques practicades als dos marges que es pensa que s'utilitzaven com a brúixola. Així, amb aquest instrument mesuraven angles a superfícies planes com ara alineacions d'habitatges, carreteres o sondejos de terres. S.R. Rao també va apuntar que podria haver funcionat com un instrument per mesurar angles i potser fins i tot la posició de les estrelles i, per tant, hauria estat emprat per a la navegació com un sextant. També s'ha descobert a l'assentament de Lothal una escala de mesurament integrada i lineal. Aquest fet resulta especialment rellevant si tenim en compte que només se n'han trobat tres, pertanyent les altres dues a Harappa i Mohenjodaro, respectivament. Encara del jaciment de Lothal, destaquem la troballa d'una balança d'ivori amb divisions decimals que és la més petita mai descoberta a la civilització de l'Indus. Aquesta mesura 6 mil·límetres de gruix, 15mm. d'ample i 128 mm de llarg. Els artesans de Lothal s'ocuparen bé d'assegurar durabilitat i precisió dels pesos de pedra tallant les vores abans de polir.
Pel que fa al sistema de drenatge, els enginyers de Lothal van idear una sèrie de teulades cancellades i una paret a mode de pantalla feta de maons cuits confrontant la plataforma on el clavegueram entrava al dipòsit. Destaca també un pou construït amb maons radials, amb un diàmetre de i 67 m. de profunditat. Lothal gaudia d'una xarxa de desguassos subterranis, cambres de lliscament, i d'inspecció de residus sòlids sense parangó. L'amplitud dels desguassos va proporcionar als arqueòlegs una font d'informació molt valuosa sobre l'ordenació dels carrers, així com l'organització dels habitatges i els banys. De mitjana, la claveguera principal mesura entre 20 i 46 cm de fondària i compta amb unes dimensions exteriors aproximades de 86 × 68 × 33 cm. Es pensa que els fabricants de maó es basaren en un enfocament lògic per a la manufactura dels maons. Així, aquests haurien estat fets tenint en compte el gruix de les estructures que havien de formar-ne part, emprant-los en capçaleres i estries en capes iguals i també alternades.

### Religió i costums funeràries

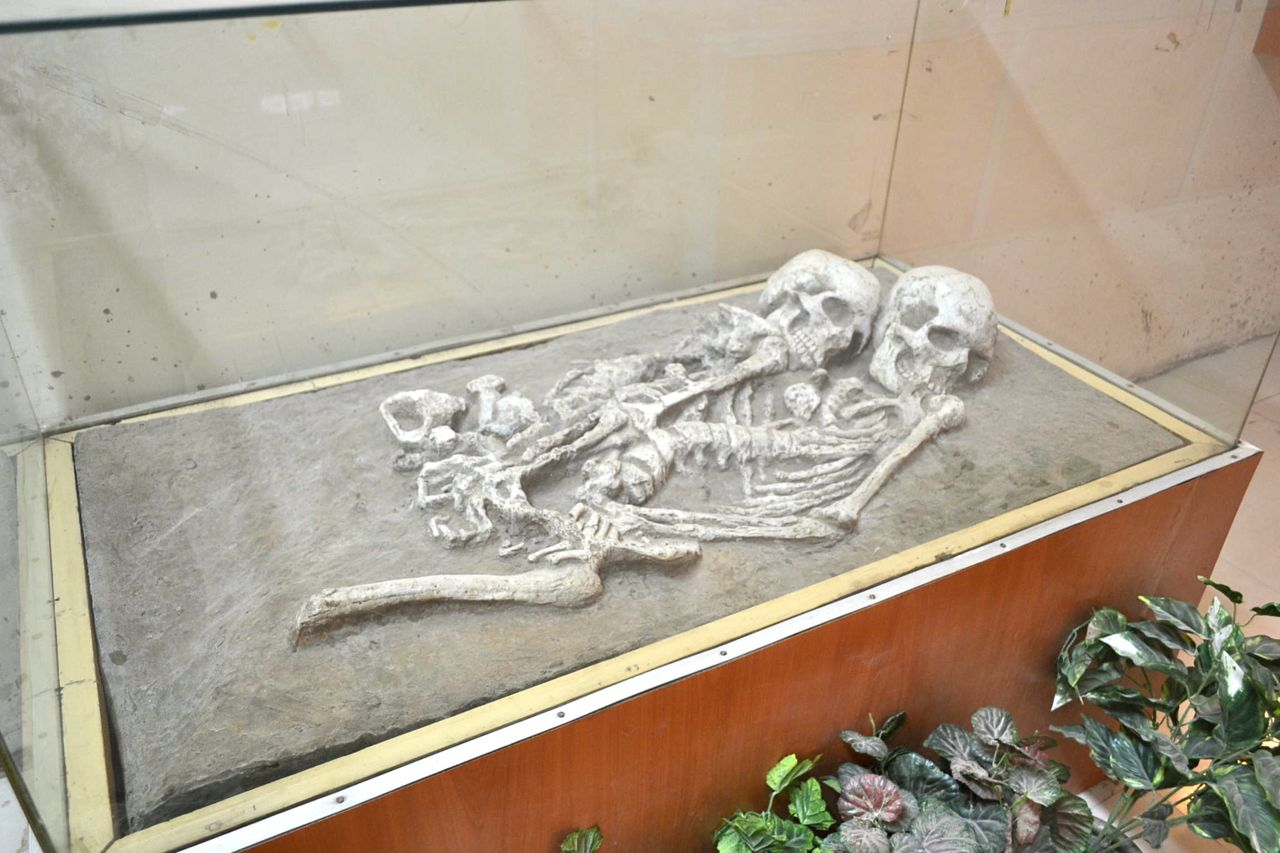
Enterrament del jaciment de Lothal.

Els habitants de Lothal veneraven una divinitat del foc. S'ha intentat vincular aquesta deitat amb la figura amb banyes que apareix en glíptica, ja que també té presència en altars de foc comunitaris i privats on s'haurien celebrat cerimònies de tipus religiós. Els arqueòlegs han descobert penjolls d'or, cendres carbonitzades que estaven dins de recipients de terracota i terrisseria, restes de bestiar boví, granadura i altres restes que poden indicar la pràctica del sacrifici Gavamayana, associat a l'antiga religió vèdica. També s'han trobat evidències de culte a alguns animals, si bé no ha estat documentat cap tipus de culte a la deessa mare, com si que ens en parla la cultura material d'altres ciutats de l'entorn de Harappa. Alguns experts consideren que això és una prova de l'existència de diversitat en les tradicions religioses. No obstant això, es creu que es venerava una deessa relacionada amb el mar; resulta possible pensar que aquesta divinitat estava relacionada amb la deessa mare de la civilització de l'Indus. De fet, avui dia, els locals encara veneren una deïtat lligada al mar, Vanuvati Sikotarimata. Aquesta divinitat femenina suggereix una connexió amb les tradicions antigues del port, així com l'accés al mar d'aquesta civilització durant tota la seva història. No obstant això, els arqueòlegs també han descobert que aquesta pràctica hauria estat abandonada al voltant del 2000 aC, gràcies a la datació carboni 14 en diverses tombes. De fet, els anàlisi suggereixen que aquesta pràctica és un fet aïllat completament. Alhora, es considera que els habitants de Lothal pràcticaven majoriàriament la cremació. De la població estimada d'uns 15.000 individus, només s'han trobat les tombes de disset, portant-nos a pensar que es tracta d'una pràctica ocasional. A més a més, cal assenyalar que en ciutats com Harappa, Mehi i Damb-Bhuti ha estat documentat l'enterrament posterior a la cremació del cos.